# Heteroscada huascara
Heteroscada huascara är en fjärilsart som beskrevs av Fox 1967. Heteroscada huascara ingår i släktet Heteroscada och familjen praktfjärilar. Inga underarter finns listade i Catalogue of Life.